# Araneus ealensis
Araneus ealensis är en spindelart som beskrevs av Louis Giltay 1935. Araneus ealensis ingår i släktet Araneus och familjen hjulspindlar.
Artens utbredningsområde är Kongo. Inga underarter finns listade i Catalogue of Life.